# Sankt Augustin
San Agostino è una città della Renania Settentrionale-Vestfalia, in Germania.
Appartiene al distretto governativo di Colonia e al circondario del Reno-Sieg.
San Agostino si fregia del titolo di "Media città di circondario" (Mittlere kreisangehörige Stadt).

## Geografia antropica

### Suddivisioni amministrative
San Agostino si divide in 8 zone (Stadtteil), corrispondenti all'area urbana (Sankt Augustin-Ort) e a 7 frazioni:
- Sankt Augustin-Ort
- Birlinghoven
- Buisdorf
- Hangelar
- Meindorf
- Menden
- Mülldorf
- Niederpleis

## Amministrazione

### Gemellaggi
San Agostino è gemellata con:
- Grantham, dal 1980
- Mewasseret Zion, dal 2001
- Szentes, dal 2005